# Bebu Silvetti
Juan Fernando Silvetti Adorno, cunoscut ca Bebu Silvetti, (n. 27 martie 1944, Quilmes, Buenos Aires, Argentina – d. 5 iulie 2003, Coral Gables⁠(d), Florida, SUA) a fost un cantautor și dirijor mexican de origine argentiniană.